# Polyarthra indica
Polyarthra indica är en hjuldjursart som beskrevs av Segers och Cherukuri Raghavendra Babu 1999. Polyarthra indica ingår i släktet Polyarthra och familjen Synchaetidae. Inga underarter finns listade i Catalogue of Life.